# Black Rock Football Club
El Black Rock Football Club es un equipo de fútbol de Estados Unidos que juega en la USL League Two, la cuarta división de fútbol del país.

## Historia
Fue fundado en el año 2013 en la ciudad de Lakeville, Massachusetts             inicialmente como un equipo de formación de jugadores en el estado, principalmente de Berkshire Country.
En 2017 fue elegido como uno de los equipos participantes de la USL Premier Development League para la temporada 2018, en donde logró el título divisional y avanzó hasta las semifinales de conferencia donde fue eliminado.
En 2019 fue uno de los equipos fundadores de la USL League Two, la nueva cuarta división nacional en lugar de la USL Premier Development League donde no clasificó a los playoffs. Ese mismo año participó en la US Open Cup por primera vez donde fue eliminado en la primera ronda.

## Palmarés

### USL PDL
- División Noreste: 1

2018